# Głazica (Góry Krucze)
Głazica (niem. Stein Berg) – graniczny szczyt w południowej części Gór Kruczych, 798 m n.p.m.

## Położenie
Głazica wznosi się pomiędzy Szeroką na północ a Wiązową na południe. Na wielu mapach jest mylnie lokalizowana na południowym, wyższym wierzchołku Szerokiej, natomiast właściwa Głazica figuruje na nich jako Wiązowa. Pomyłki te powstały, ponieważ ten fragment Gór Kruczych był najdłużej nieznany, niedostępny turystom i pozbawiony szlaków. Wschodnie zbocze Głazicy rozcinają głębokie doliny potoków, dopływów Raby. Zachodnie zbocze opada bardzo stromo na czeską stronę. Szczyt leży na europejskim dziale wodnym pomiędzy zlewiskami Morza Bałtyckiego i Północnego.

## Historia
Pod wierzchołkiem Głazicy jest ukryty kamień graniczny z 1727 r., oddzielający posiadłości cystersów z Krzeszowa i jezuitów z Pragi.

## Budowa geologiczna
Góra jest zbudowana z permskich porfirów (trachitów).

## Roślinność
Głazicę w całości porasta las świerkowy i świerkowo-bukowy regla dolnego.

## Turystyka
- zielony - z Przełęczy Lubawskiej do Okrzeszyna